# Julie Johnson (politica)
Julie Elizabeth Johnson (Kansas City, 2 maggio 1966) è una politica statunitense, membro della Camera dei Rappresentanti per lo stato del Texas dal 2025.

## Biografia
Nata a Kansas City, Julie Johnson studiò presso l'Università del Texas ad Austin e si laureò in giurisprudenza all'Università di Houston. Svolse negli anni successivi la professione di avvocato, specializzandosi in diritto di famiglia. Dal 2000 al 2010 fu membro del consiglio nazionale della Human Rights Campaign.
Nel 1991 fece coming out dichiarandosi lesbica e nel 2014 sposò sua moglie Susan Moster.
Nel 2018 entrò in politica con il Partito Democratico e si candidò alla Camera dei rappresentanti del Texas, sfidando il repubblicano in carica Matt Rinaldi; Julie Johnson sconfisse Rinaldi e divenne così una dei primi due funzionari della contea di Dallas apertamente gay, nonché il primo membro della Camera del Texas con un coniuge dello stesso sesso.
Come membro dell'opposizione, cercò di impedire l'approvazione di leggi che intaccassero i diritti LGBT. Fu inoltre fondatrice del caucus LGBTQ in seno all'assemblea. Introdusse diverse leggi sulla riforma della polizia e della procedura penale e sull'assistenza sanitaria, che furono approvate con un sostegno bipartisan. Fu riconfermata dagli elettori per altri due mandati nel 2020 e nel 2022. Nel 2023 introdusse un disegno di legge per favorire l'accesso al misoprostolo, utilizzato come farmaco abortivo.
A giugno del 2023, Julie Johnson annunciò la propria volontà di candidarsi alla Camera dei Rappresentanti nazionale in occasione delle elezioni del 2024, per il seggio lasciato dall'uscente Colin Allred, che si era a sua volta candidato al Senato. Si aggiudicò le primarie al primo turno, evitando così il ballottaggio. Successivamente, vinse anche le elezioni generali, raccogliendo il 60% delle preferenze.
Con la sua vittoria, Julie Johnson divenne la prima persona dichiaratamente omosessuale eletta al Congresso dal Sud degli Stati Uniti.
Ideologicamente, espresse posizioni progressiste in tema di diritti civili, tutela dell'ambiente, aborto e controllo delle armi.